# Saïd-Magomed Kakiïev
Saïd-Magomed Chamaevitch Kakiïev (en russe : Саид-Магомед Шамаевич Какиев ; également orthographié Kakiev) est un colonel de l'armée russe, né le 22 février 1970 à Ken-Yourt dans la RSSA tchétchéno-ingouche.
De 2003 à 2007, il a dirigé le bataillon spécial Spetsnaz Zapad (en français : « Ouest ») du GRU, une force militaire tchétchène. À l'intérieur de la Tchétchénie, ses hommes étaient parfois appelés les Kakievtsy. Contrairement aux autres formations tchétchènes pro-Moscou en Tchétchénie, Kakiïev et ses hommes ne sont pas d'anciens rebelles et, pendant la première guerre tchétchène, ils ont fait partie des rares militants tchétchènes qui ont combattu du côté russe.
Kakiïev a été élevé à la dignité de héros de la fédération de Russie, a reçu deux fois l'ordre du Courage, ainsi que deux armes spécialement gravées par le ministre russe de la Défense,. Il s'est engagé dans des luttes de pouvoir pour l'autorité militaire fédérale avec Ramzan Kadyrov le président de la Tchétchénie, et Soulim Yamadaïev (en) le commandant du bataillon spécial Vostok (en) (en français : « Est »). En 2007, après avoir quitté son poste de commandant de bataillon, il a été nommé commissaire militaire adjoint de Tchétchénie pour l'éducation militaro-patriotique de la jeunesse.